# إبراهيم الشوادي
إبراهيم الشوادي هو مخرج مصري، من مخرجي التليفزيون.

## حياته ونشأته
متزوج وعنده 3 أبناء ولدين وبنت

## مسيرته
هو مخرج من أهم مخرجين التليفزيون في مصر
فقد أخرج العديد من المسلسلات والتي حصد فيها علي جوائز كثيرة

## أعماله[3]
- ملاعيب شيحا
- خان القناديلي
- النواس والصقور
- الحب والطوفان
- حارة المعز
- أحلام سليمان
- مسلسل البيضاء
- مسلسل الظاهر بيبرس 2005
- عطشان يا صبايا
- الرجل والطريق 2009
- مسلسل العنكبوت 2007
- سعد اليتيم الذي حصل فيه علي جائزة أحسن مخرج علي مستوي العالم العربي في المسلسلات التراثية وحصل عليها مرة أخرى عام 2006 عن مسلسل
- الجبل